# Brug 1084-1088
Bruggen 1084-1088 vormden samen met bruggen 223P en 224P een bruggencomplex in Amsterdam-Zuidoost.
De vijf viaducten 1084-1088 maakten deel uit van de drukke verkeerskruising Gooiseweg en Gaasperdammerweg (A9). Door de aanleg van die tweede werd de wijk Amsterdam-Zuidoost in twee delen gesneden. Om het verkeer tussen die beide delen te kunnen handhaven werden viaducten over de A9 gebouwd naar een ontwerp van Dirk Sterenberg en de Dienst der Publieke Werken. Hij kwam met vijf betonnen liggerbruggen met de volgende indeling:
- Brug 1084: kruising Gooiseweg over Gaasperdammerweg
- brug 1085 en 1086: twee viaducten parallel aan bovenstaande, liggende ten westen daarvan in het voet/fietspad Reigersbospad
- brug 1087 en 1088: twee viaducten parallel aan bovenstaande, liggende ten oosten daarvan in het voet/fietspad Kelbergenpad

De bruggen 1085 tot en met 1088 voerden onder de aan- en afvoerstroken naar en van de Gaasperdammerweg. De respectievelijke onderdoorgangen onder de Gaasperdammerweg kregen brugnummers mee als 223P en 224P. De toevoeging P gaf aan dat deze kunstwerken in beheer waren bij Rijkswaterstaat.
Het gehele complex werd afgebroken in het kader van de bouwwerkzaamheden voor het verplaatsen van de Gaasperdammerweg naar de Gaasperdammertunnel.     
<<< · 1000 · 1001 · 1002 · 1003 · 1004 · 1005 · 1006 · 1007 · 1008 · 1009 · 1010 · 1011 · 1012 · 1013 · 1014 · 1018 · 1028 · 1029 · 1030 · 1032 · 1033 · 1034 · 1035 · 1036 · 1037 · 1038 · 1039 · 1040 · 1041 · 1044 · 1045 · 1046 · 1048 · 1049 · 1050 · 1051 · 1062 · 1063 · 1064 · 1065 · 1066 · 1067 · 1076 · 1077 · 1078 · 1083 · 1090 · 1092 · 1093 · 1094 · 1095 · 1096 · 1097 · 1098 · 1099 · >>>
Brugnummers  1015, 1016, 1017, 1019, 1020, 1021, 1022, 1023, 1024, 1025, 1026, 1027, 1031, 1042, 1043, 1047, 1052/1053 (niet gebouwd), 1054, 1055, 1056, 1057, 1058, 1059, 1060, 1061, 1068, 1069-1075, 1079, 1080, 1081, 1082, 1084-1088, 1089 en 1091 (onbekend) zijn niet meer vergeven. De meesten daarvan zijn gesloopt in verband met sanering Zuidoost. Alle bruggen lagen en liggen in Zuidoost behalve bruggen 1000 en 1002.